# Barycheloides rouxi
Barycheloides rouxi är en spindelart som först beskrevs av Lucien Berland 1924.  Barycheloides rouxi ingår i släktet Barycheloides och familjen Barychelidae.
Artens utbredningsområde är Nya Kaledonien. Inga underarter finns listade.